# Merizocera crinita
Merizocera crinita is een spinnensoort uit de familie Psilodercidae. De soort komt voor in Maleisië.